# 디즈니랜드 리조트

디즈니랜드 리조트 로고.

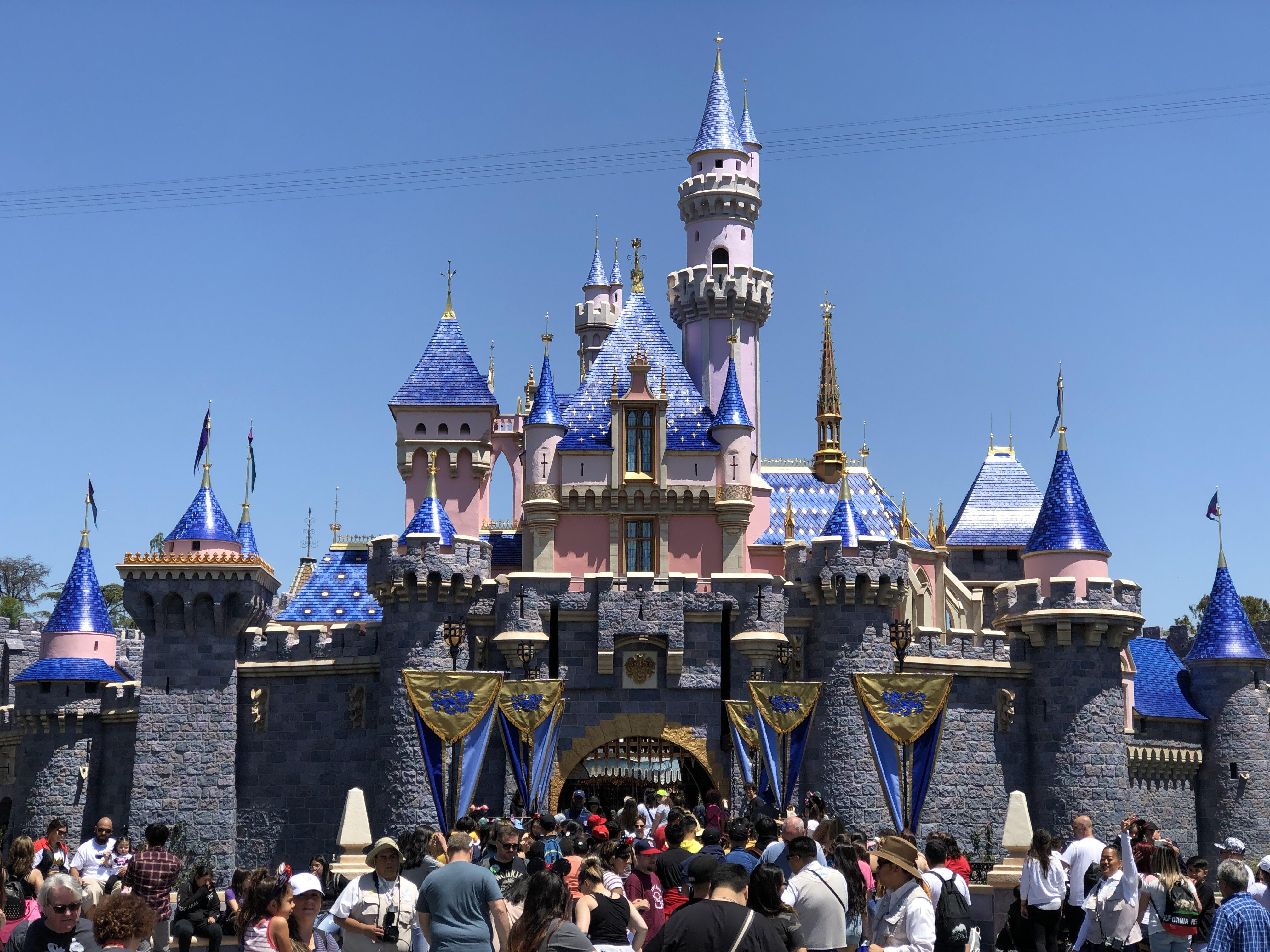
디즈니랜드 공원의 아이콘인 2019년의 잠자는 숲속의 미녀 성

디즈니랜드 리조트(Disneyland Resort)는 월트 디즈니 컴퍼니가 소유 · 운영하는 미국 캘리포니아 애너하임에 있는 테마파크를 중심으로 한 리조트 시설이다. 세계의 "디즈니 리조트" 중 가장 오래된 것이다.